# Дом культуры имени Дзержинского (Новосибирск)
Дом культуры имени Ф. Э. Дзержинского — учреждение культуры, расположенное в Центральном районе Новосибирска. Основан в 1923 году.

## История
5 мая 1923 года на Барнаульской улице, 23 в Новониколаевске был организован клуб «Красный милиционер», в нём действовали различные политкружки, здесь же обучали неграмотное население. В клубе были хор, струнный оркестр, драмкружок и популярная в то время газета «Жезя».
Впоследствии клуб стал называться домом культуры имени Дзержинского.
В 1960—1970 годы на территории Совестского Союза пользовался большой популярностью вокально-инструментальный ансамбль ДК имени Дзержинского — «Искорка», которым руководил А. Виноградов. В 1968 году творческий коллектив участвовал в известной телепередаче «Голубой огонёк» на Центральном телевидении Гостелерадио СССР.

## Деятельность
Дом культуры играл большую роль в культурном развитии сотрудников милиции и пожарной охраны.

## Работники дома культуры
Учреждение возглавляла более 20 лет заслуженный работник культуры РСФСР Т. А. Прохорова, Т. И. Алтарёва руководила ДК 16 лет, большой вклад в работу дома культуры внесла Л. С. Смагина. В 2001 году учреждение возглавил капитан милиции И. С. Бусоедов.